# АГО C.I - C.III
АГО C.I - C.III (нем. AGO C.I - C.III) је фамилија једномоторних, двокрилни, двоседих извиђачких авиона које је у току Првог светског рата развила и производила немачка фирма AGO Flugzeugwerke Berlin за потребе немачког ваздухопловства и морнарице.

## Пројектовање и развој
На бази АГО авиона са решеткастом конструкцијом из 1914. године пројектант Аугуст Хефели (нем. August Häfeli) је пројектовао 1915. године авион АГО C.I који је постао родоначелник фамилије извиђачких авиона класе C. Прототип је завршен у јануару 1915. године. Већ у фебруару 1915. године, првих 8 примерака наручила је немачка авијација, а 5 морнарица, за коју је Аго испоручивао авионе и пре рата.
Разлике између авиона ове фамилије биле су само у перформансама које су настале побољшањима, применом савремених аеродинамичких и механичких достигнућа тога доба.
Пошавши од пројектног задатка: наоружани извиђачки авион, пројектант се одлучио за концепцију авиона са осматрачем на првој позицији у авиону, на другој позицији пилот а иза посаде мотор са потисном елисом. С обзиром да је решеткасти труп авиона представљао велики извор аеродинамичког отпора, пројектант се одлучио да решеткасте трупове замени обликованим аеродинамичким гредама које спајају крила авиона са репом авиона који се састојао од хоризонталног стабилизатора са кормилима дубине и два вертикална стабилизатора са кормилима правца који су били постављени на крајевима трупова. На тај начин је добијен авион "двотрупац".
Ова концепција извиђачког авиона је дала добре резултате јер је осматрач имао леп преглед а митраљез који му је био на располагању имао је угао ватре 180 степени, са предње стране авиона. Нажалост авион је био рањив са задње стране јер није био заштићен.
У току експлоатације веома брзо је уочено да је овај авион погодан за бомбардерске активности тако да је наоружан бомбама и постао вишенаменски авион извиђач/бомбардер.
На захтев немачке ратне морнарице пројектована су два хидроавиона један на бази C.I а други на бази C.II. Они су носили ознаке C.Iw и C.IIw.

## Технички опис
Труп авиона чине две паралелне лаке трупне, аеродинамички обликоване конструкције направљене од дрвета (дрвена носећа конструкција обложена фурниром), које спајају крила са репом. Кабина у облику гондоле, правоугаоног попречног пресека имала је дрвени костур и облогу од дрвене лепенке, налазила се између горњег и доњег крила, била је довољно пространа да има простора за смештај две особе и погонске групе. У првом кокпиту у коме седи извиђач налазио са један митраљез на окретној турели.
Погонска група код ових авиона је била смештена у другом делу гондоле иза леђа посаде а између горњег и доњег крила авиона. Погонска група се састојала од мотора, потисне елисе непроменљивог корака, хладњака и резервоара расхладне течности, резервоара и хладњака за уље и резервоара за гориво. Авиони ове фамилије су били опремљени течношћу хлађеним линијским моторима, Benz Bz III снаге 110 kW (150 KS), Benz Bz IV снаге  200  KS, Мерцедес D.III са 120 kW (160 KS), и Mercedes D.IV снаге 220  KS.
Крила су била дрвене конструкције пресвучена импрегнираним платном релативно танког профила. Крилца за управљање авионом су се налазила само на горњим крилима. Крила су између себе била повезана са четири пара дрвених паралелних упорница. Поред ових упорница најближе трупу су биле специјално обликовне металне упорнице које су поред функције везе крила служиле за повезивање крила тј. предњег дела авиона са труповима. Затезачи су били од клавирске челичне жице. Горње крило је имало облик једнокраког трапеза, док је доње крило такође било трапезастог облика али је било мало краће од горњег. Спојеви предње ивице са бочним ивица крила су полукружно изведени. Доње и горње крило су се поклапала по својим нападним ивицама. Конструкције репних крила и вертикални стабилизатор као и кормило правца и дубине су била направљена од дрвета пресвучена платном. Додатно укрућење репа и крила авиона је обављено помоћу жићаних затезача.
Стајни орган овог авиона је био специфичан, имао је испод гондоле и крила колица са четири точка а на репном делу сваке трупне греде се налазила еластична дрвена дрљача. Овакав стајни трап се налазио на авионима АГО C.I - C.III. Друга верзија авиона АГО C.III је имала класичан стајни трап са два точка. Хидроавиони ове фамилије АГО C.Iw и C.IIw су уместо точкова имали дрвене пловке.
Авион је био наоружан митраљезом Parabellum LMG-14 калибра 7,92 mm који се налазио у првом кокпиту код извиђача на обртној турели. Митраљез је био снабдевен са 500 метака.

## Варијанте
- AGO C.I - Стандардни серијски авион C.I са мотором  снаге 150
- AGO C.I - Стандардни серијски авион C.I са мотором  снаге 160
- AGO C.Iw - Хидроавион на бази модела  са мотором  снаге 150
- AGO C.II - Стандардни серијски авион C.II  са мотором  Mercedes D.IV снаге 220
- AGO C.IIw - Хидроавион на бази модела  са мотором Benz Bz IV снаге  200
- AGO C.III - Стандардни серијски авион C.III са мотором  Mercedes D.IV снаге 220

## Технички подаци фамилије авиона  АГО
| Величине               | AGO C.I                                   | AGO C.I                                   | AGO C.Iw                                  | AGO C.II                                  | AGO C.IIw                                 | AGO C.III                                 |
| ---------------------- | ----------------------------------------- | ----------------------------------------- | ----------------------------------------- | ----------------------------------------- | ----------------------------------------- | ----------------------------------------- |
| Година производње      | 1915                                      | 1915                                      | 1915                                      | 1915                                      | 1916                                      | 1915/16                                   |
| Намена                 | Извиђач                                   | Извиђач                                   | Хидро извиђач                             | Извиђач/Бомбар.                           | Хидро извиђач                             | Извиђач/Бомбар.                           |
| Посада                 | 2                                         | 2                                         | 2                                         | 2                                         | 2                                         | 2                                         |
| Дужина                 | 9,84 m                                    | 9,00 m                                    | 10,40 m                                   | 9,84 m                                    | 11,24 m                                   | 7,00 m                                    |
| Размах                 | 14,48 m                                   | 15,00 m                                   | 14,48 m                                   | 15,00 m                                   | 18,30 m                                   | 11,00 m                                   |
| Висина                 | 3,50 m                                    | 3,50 m                                    | 3,58 m                                    | 3,50 m                                    | 3,58 m                                    | 3,50 m                                    |
| Површина крила         | 40,00 m²                                  | 41,50 m²                                  |                                           | 40,00 m²                                  |                                           |                                           |
| Маса празног           | 800 kg                                    |                                           |                                           | 1360 kg                                   | 1316 kg                                   |                                           |
| Полетна маса           | 1320 kg                                   |                                           |                                           | 1946 kg                                   | 1946 kg                                   |                                           |
| Погон (мотор)          | Benz Bz III 150 PS                        | Mercedes D III 160 PS                     | Benz Bz III 150 PS                        | Mercedes D IV 220 PS                      | Benz Bz IV 200 PS                         | Mercedes D IV 220 PS                      |
| Највећа брзина 0 m     | 145 km/h                                  | 140 km/h                                  |                                           | 145 km/h                                  | 147 km/h                                  |                                           |
| Време успона на 1000 m | 7 min                                     |                                           |                                           |                                           |                                           |                                           |
| Време успона на 2000 m | 16 min                                    |                                           |                                           |                                           |                                           |                                           |
| Време успона на 3000 m | 30 min                                    |                                           |                                           |                                           |                                           |                                           |
| Плафон лета            | 4500 m                                    | 4800 m                                    | 4500 m                                    | 4500 m                                    | 4500 m                                    | 4800 m                                    |
| Радијус                | 500 km                                    | 480 km                                    |                                           | 580 km                                    |                                           |                                           |
| Аутономија лета        | 4 h                                       |                                           |                                           |                                           |                                           |                                           |
| Наоружање              | 1 х Parabellum MG 14 калибар 7,92 × 57 mm | 1 х Parabellum MG 14 калибар 7,92 × 57 mm | 1 х Parabellum MG 14 калибар 7,92 × 57 mm | 1 х Parabellum MG 14 калибар 7,92 × 57 mm | 1 х Parabellum MG 14 калибар 7,92 × 57 mm | 1 х Parabellum MG 14 калибар 7,92 × 57 mm |

## Оперативно коришћење
Прототип авиона АГО C.I је већ у априлу 1915. године упућен на фронт како би се тестирао у реалним условима. Први примерци из серијске производње на фронт су стигли у току јуна месеца 1915. године. Последњи авион АГО C.I је повучен са фронта 1917. године. Већина раније повучених авиона овог модела су служила за обуку посада. Иако технички превазиђени ови авиони су се релативно дуго одржавали на фронту јер посаде због квалитета авиона нису хтеле да пређу на модерније машине.
Оно што је специфично код авиона ове фамилије је то што је то код Немаца био једини потисни авион што код Савезника није био случај. АГО C.I - C.III су били у то време једини извиђачки авиони са два седишта на немачкој страни са митраљезом окренутом напред што је омогућавало овим авионима да се користите офанзивно.

## Земље које су користиле овај авион
- Немачко царство